# Переможное (Львовская область)
Переможное (укр. Переможне) — село в Комарновской городской общине Львовского района Львовской области Украины.
Население по переписи 2001 года составляло 2182 человека. Почтовый индекс — 81561. Телефонный код — 3231.

## История
В 1946 г. указом ПВС УССР село Хлопы переименовано в Переможное.